# Diocèse de Lokossa
Vous pouvez aider à l'améliorer ou bien discuter des problèmes sur sa page de discussion.
- Il ne cite pas suffisamment ses sources. Vous pouvez indiquer les passages à sourcer avec {{référence nécessaire}} ou {{Référence souhaitée}}, et inclure les références utiles en les liant aux notes de bas de page. (Marqué depuis avril 2024)
- Certaines informations devraient être mieux reliées aux sources mentionnées dans la bibliographie ou les liens externes. Améliorez sa vérifiabilité en les associant par des références. (Marqué depuis avril 2024)
- Il ne s’appuie pas, ou pas assez, sur des sources secondaires ou tertiaires. (Marqué depuis avril 2024)

- Archive Wikiwix
- Bing
- Cairn
- DuckDuckGo
- E. Universalis
- Gallica
- Google
- G. Books
- G. News
- G. Scholar
- Persée
- Qwant
- (zh) Baidu
- (ru) Yandex
- (wd) trouver des œuvres sur Wikidata

Le diocèse de Lokossa (Dioecesis Lokossaensis) est un diocèse de l'Église catholique au Bénin, dont le siège est à Lokossa à la cathédrale Saint-Pierre-Claver de Lokossa.

## Histoire
Le diocèse de Lokossa est érigé le 11 mars 1968 à partir de territoires détachés de l'archidiocèse de Cotonou.
Son siège est à la cathédrale Saint Pierre Claver à Lokossa.
Il compte environ 60 paroisses, réparties en 10 doyennés ou vicariats, dirigés par un clergé de plus de 120 prêtres, dont leur actuel représentant au sein de l’Union du clergé béninois est Pascal Anato, curé de la paroisse Saint Michel de Comé. 
Le diocèse a plusieurs autres organismes tels que : le Centre de Formation pour les laïcs Henri Vignondé à Lokossa, le Nonviciat des Sœurs SLC à Sè,  le centre Bethesda de Lokossa pour la rééducation et l’apprentissage des handicapés physiques ; le centre Siloé de Djanglanmey pour les malvoyants, la léproserie de Madjrè et abrite même une maison de formation pour prêtes, le séminaire Notre Dame de Fatima de Tchanvédji. 

## Territoire
Il comprend les départements de Mono et de Couffo.

## Évêques
- 11 mars 1968 - 28 juin 1971 : Christophe Adimou (promu archevêque de Cotonou)
- 2 mars 1972 - 16 janvier 2000 : Robert Sastre (mort)
- 5 juillet 2000 - 4 mars 2023: Victor Agbanou (départ à la retraite)
- depuis le 4 mars 2023 : Coffi Roger Anoumou